# Grundsunda socken
Grundsunda socken i Ångermanland ingår sedan 1971 i Örnsköldsviks kommun och motsvarar från 2016 Grundsunda distrikt.
Socknens areal är 317,10 kvadratkilometer, varav 310,00 land. År 2000 fanns här 3 368 invånare. Tätorten Husum samt kyrkbyn Vallen med sockenkyrkan Grundsunda kyrka ligger i socknen. 

## Administrativ historik
Socknen har medeltida ursprung. 1863 överfördes delar (Ava, Rönnholm och Öresund) av socknen till Nordmalings socken och Västerbottens län.
Vid kommunreformen 1862 övergick socknens ansvar för de kyrkliga frågorna till Grundsunda församling och för de borgerliga frågorna bildades Grundsunda landskommun. Landskommunen uppgick 1971 i Örnsköldsviks kommun.
1 januari 2016 inrättades distriktet Grundsunda, med samma omfattning som församlingen hade 1999/2000.  
Socknen har tillhört fögderier, tingslag och domsagor enligt vad som beskrivs i artikeln Ångermanland.  De indelta båtsmännen tillhörde Andra Norrlands andradels båtsmanskompani.

## Geografi
Grundsunda socken ligger vid kusten öster och nordöst om Örnsköldsvik kring nedre Gideälven och Husån. Socknen har en klippig kust och är innanför denna ett småkuperat och stenbundet skogs- och myrlandskap.

### Geografisk avgränsning
Socknens nordöstra del gränsar mot Nordmalings socken i Västerbottens län. Utanför kusten ligger Degerfjärden och vid Degerbukten där länsgränsen går ligger byn Saluböle. Här mynnar Saluån. Längs kusten söderut ligger Fillinghamn och Högshamn. Husum ligger cirka 15 km söder om länsgränsen. Orten ligger vid havet. Här mynnar Husån samt lite längre mot väster Gideälven. Cirka 2 km sydväst om Husum ligger Åsens kapell innanför Kasaviken. Längs kusten längre mot söder ligger byn Aggösundet och Aggön. I söder ligger byarna Banafjäl samt Skede. Längst i söder inom socknen ligger Skagsudde.
I väster gränsar Grundsunda socken, från söder, mot Arnäs socken. Mosjöns kapell ligger strax innanför sockengränsen nära den punkt där E4 går in i Arnäs socken. Längre norrut gränsar socknen mot Gideå socken. I socknens norra del ligger byarna Skademark samt Nyland. Socknens nordspets ligger i Tällvattnet på gränsen mot Nordmalings kommun och Västerbottens län. På denna punkt möts Grundsunda, Gideå samt Nordmalings socken. Avståndet mellan nordspetsen och Skagsudde är 43 km. Socknen har en långsmal sträckning längs kusten.

## Historia
Man har anträffat lösfynd, bestående av föremål från norrländsk stenålder. Förutom dessa är ungefär 180 fornlämningar från förhistorisk tid kända. Det rör sig om rösen samt röseliknande stensättningar mest längs kustlinjen från bronsåldern men till en del även längs järnålderns kustlinje. Stensättningarna varierar till konstruktionen men består ofta av stenkistor. 100-talet fornlämningar finns också längs lägre, senare kustlinjer. Dessa består oftast av så kallade tomtningar och labyrinter. Vid Kyrkesviken finns lämningar efter bebyggelse med en medeltida kyrkogrund.

## Namnet
Namnet (1314 Grundasund) betyder 'det grunda sundet' och kan ha betecknat den å vid Fanbyn som tidigare kan varit ett sund.

## Befolkningsutveckling
| Befolkningsutvecklingen i Grundsunda socken 1810–1990                                                    | Befolkningsutvecklingen i Grundsunda socken 1810–1990 | Befolkningsutvecklingen i Grundsunda socken 1810–1990 | Befolkningsutvecklingen i Grundsunda socken 1810–1990 | Befolkningsutvecklingen i Grundsunda socken 1810–1990 |
| --- | ----------------------------------------------------- | ----------------------------------------------------- | ----------------------------------------------------- | ----------------------------------------------------- |
| |                                                       |                                                       |                                                       |                                                       |
| År |                                                       |                                                       | Folkmängd                                             |                                                       |
| 1810 | 1810                                                  |                                                       | 1 108                                                 |                                                       |
| 1820 | 1820                                                  |                                                       | 1 362                                                 |                                                       |
| 1830 | 1830                                                  |                                                       | 1 557                                                 |                                                       |
| 1840 | 1840                                                  |                                                       | 1 766                                                 |                                                       |
| 1850 | 1850                                                  |                                                       | 2 063                                                 |                                                       |
| 1860 | 1860                                                  |                                                       | 2 618                                                 |                                                       |
| 1870 | 1870                                                  |                                                       | 2 526                                                 |                                                       |
| 1880 | 1880                                                  |                                                       | 3 180                                                 |                                                       |
| 1890 | 1890                                                  |                                                       | 3 753                                                 |                                                       |
| 1900 | 1900                                                  |                                                       | 4 072                                                 |                                                       |
| 1910 | 1910                                                  |                                                       | 3 678                                                 |                                                       |
| 1920 | 1920                                                  |                                                       | 3 892                                                 |                                                       |
| 1930 | 1930                                                  |                                                       | 4 466                                                 |                                                       |
| 1940 | 1940                                                  |                                                       | 4 404                                                 |                                                       |
| 1950 | 1950                                                  |                                                       | 4 344                                                 |                                                       |
| 1960 | 1960                                                  |                                                       | 4 592                                                 |                                                       |
| 1970 | 1970                                                  |                                                       | 4 189                                                 |                                                       |
| 1980 | 1980                                                  |                                                       | 4 038                                                 |                                                       |
| 1990 | 1990                                                  |                                                       | 3 834                                                 |                                                       |
| Anm: Källor: Umeå universitet - Tabellverket 1749-1859, Demografiska databasen, CEDAR, Umeå universitet. |                                                       |                                                       |                                                       |                                                       |